# A Bu
A Bu (eigentlich Dai Liang, * 1999 in Peking) ist ein chinesischer Jazzpianist und Komponist.

## Leben
A Bu studierte klassisches Klavier und Jazz-Klavier am Zentralen Konservatorium Peking sowie ab September 2014 an der Juilliard School in New York. 2015 gewann er den 1. Preis der Parmigiani Jazz Solo Piano Competition beim  Jazzfestival Montreux in der Schweiz.
Der Pianist setzt sich auch für Musik ein, die vom Jazz inspiriert ist. So brachte er am 21. November 2016 in Moskau Nikolai Kapustins Nocturne G-Dur für Klavier und Orchester op. 16 aus dem Jahre 1972 zur Uraufführung, begleitet vom Moscow Jazz Orchestra unter der Leitung von Igor Butman.

## Diskographie
- 2014: 88 Tones of Black and White; Sennheiser (Harmonia Mundi)
- 2016: Butterflies Fly in Pairs, mit Tom Kennedy (Bass) und Ryan J. Lee (Drums); Sennheiser (Harmonia Mundi)
- 2022: New Memories, mit Werken von Nikolai Kapustin und A Bu; Wergo